# 拉布曹考皮
拉布曹考皮，是匈牙利杰尔-莫雄-肖普朗州所辖的一个村。总面积7.87平方公里，总人口173，人口密度22.0人/平方公里（2011年1月1日）。